# Andrarums socken
Andrarums socken i Skåne ingick i Albo härad, uppgick 1969 i Tomelilla köping och området ingår sedan 1971 i Tomelilla kommun och motsvarar från 2016 Andrarums distrikt.
Socknens areal är 48,14 kvadratkilometer varav 47,78 land.  År 2000 fanns här 323 invånare. Christinehofs slott samt kyrkbyn Andrarum med sockenkyrkan Andrarums kyrka ligger i socknen.

## Historia
Vid mitten av 1700-talet, när resten av Skåne ännu inte hade återhämtat sig från den svenska erövringen men Andrarums alunbruk var Skånes största industri, räknades socknens befolkning till omkring två tusen personer, och var därmed storleksmässigt jämförbar med Malmö.

### Administrativ historik
Socknen har medeltida ursprung. 
Vid kommunreformen 1862 övergick socknens ansvar för de kyrkliga frågorna till Andrarums församling och för de borgerliga frågorna bildades Andrarums landskommun. Landskommunen uppgick 1952 i Brösarps landskommun som upplöstes 1969 då denna del uppgick i  Tomelilla köping som 1971 ombildades till Tomelilla kommun. Församlingen uppgick 2002 i Brösarp-Tranås församling.
1 januari 2016 inrättades distriktet Andrarum, med samma omfattning som församlingen hade 1999/2000.  
Socknen har tillhört län, fögderier, tingslag och domsagor enligt vad som beskrivs i artikeln Albo härad. De indelta soldaterna tillhörde Södra skånska infanteriregementet, Albo kompani och Skånska dragonregementet, Sallerups skvadron, Livkompaniet.

## Geografi
Andrarums socken ligger nordväst om Simrishamn kring Verkaån med Linderödsåsen i norr. Socknen är skogsbygd med inslag av odlingsbygd i sydäst.
Socken omfattar, från söder till norr, byarna Djurröd, Andrarum, Sillaröd, Saxhusa, Ilstorp, Järrstorp och Agusa. 

## Fornlämningar
Från bronsåldern finns en gravhög.

## Namnet
Namnet skrevs 1350 Andretharum och kommer från kyrkbyn. Efterleden innehåller rum, 'öppen plats'. Förleden innehåller troligen mansnamnet Andrith..